# Tetri Bazar
Tetri Bazar – miasto w północnych Indiach w stanie Uttar Pradesh, na Nizinie Hindustańskiej.
Populacja miasta w 2001 roku wynosiła 21 915 mieszkańców.